# Cladophorales
Cladophorales é uma ordem de algas verdes da classe Ulvophyceae.
A autoridade da ordem é Haeckel, tendo sido descrita em 1894.

## Famílias
Segundo o AlgaeBase, esta ordem possui as seguintes famílias:
- Anadyomenaceae
- Boodleaceae
- Cladophoraceae
- Okellyaceae
- Pithophoraceae
- Pseudocladophoraceae
- Siphonocladaceae
- Valoniaceae
- Wittrockiellaceae